# Семенюк Олексій Миколайович
Олексій Миколайович Семенюк (9 березня 1985 — 5 березня 2022) — молодший сержант 57 ОМПБр Збройних сил України, учасник російсько-української війни, що героїчно загинув під час російського вторгнення в Україну.

## Життєпис
Випускник ННІ міжнародних відносин, історії й філософії Черкаського національного університету імені Богдана Хмельницького за спеціальністю «Історія».
Працював у штабі «Самооборони Майдану» в Черкаській області. З 2014 року пішов добровольцем воювати на Схід України, воював у складі батальйону «Айдар» на території Донецької та Луганських областей — брав участь у звільненні Слов'янська, в обороні Вуглегірська, інших гарячих точках. З 2015 року побував в Авдіївці, Пісках, Генічеську. В 2019 році у Львові брав участь у навчаннях з британськими військовими по обміну досвідом.
Під час російського вторгнення в Україну був оператором розрахунку ППРК «Стугна-П» взводу протитанкових керованих ракет протитанкового артилерійського дивізіону окремої мотопіхотної бригади. 5 березня 2022 його підрозділу вранці вдалося розбити ворожу колону з технікою. Під час подальшого переміщення, поблизу міста Сєвєродонецьк Луганської області, потрапили під ворожий кулеметний обстріл. Близько восьмої ранку Олексій разом з побратимом отримали поранення не сумісні з життям.
Поховано в м. Черкаси. Залишилися дружина, донька та син..

## Нагороди
- орден «За мужність» III ступеня (2022, посмертно) — за особисту мужність і самовіддані дії, виявлені у захисті державного суверенітету та територіальної цілісності України, вірність військовій присязі .[4]
- Ювілейна відзнака «Холодний Яр» (2017)[5].